# سام راندولف
سام راندولف (بالإنجليزية: Sam Randolph)‏ هو لاعب غولف أمريكي، ولد في 13 مايو 1964 في سانتا باربارا في الولايات المتحدة.

## وصلات خارجية
- سام راندولف على موقع رابطة لاعبي الغولف المحترفين (الإنجليزية)
- سام راندولف على موقع رابطة اليابان للاعبي الغولف المحترفين (الإنجليزية)
- سام راندولف على موقع التصنيف العالمي الرسمي للغولف (الإنجليزية)